# Mimoclystia pallidata
Mimoclystia pallidata är en fjärilsart som beskrevs av Walker 1862. Mimoclystia pallidata ingår i släktet Mimoclystia och familjen mätare. Inga underarter finns listade i Catalogue of Life.